# Dexiosis

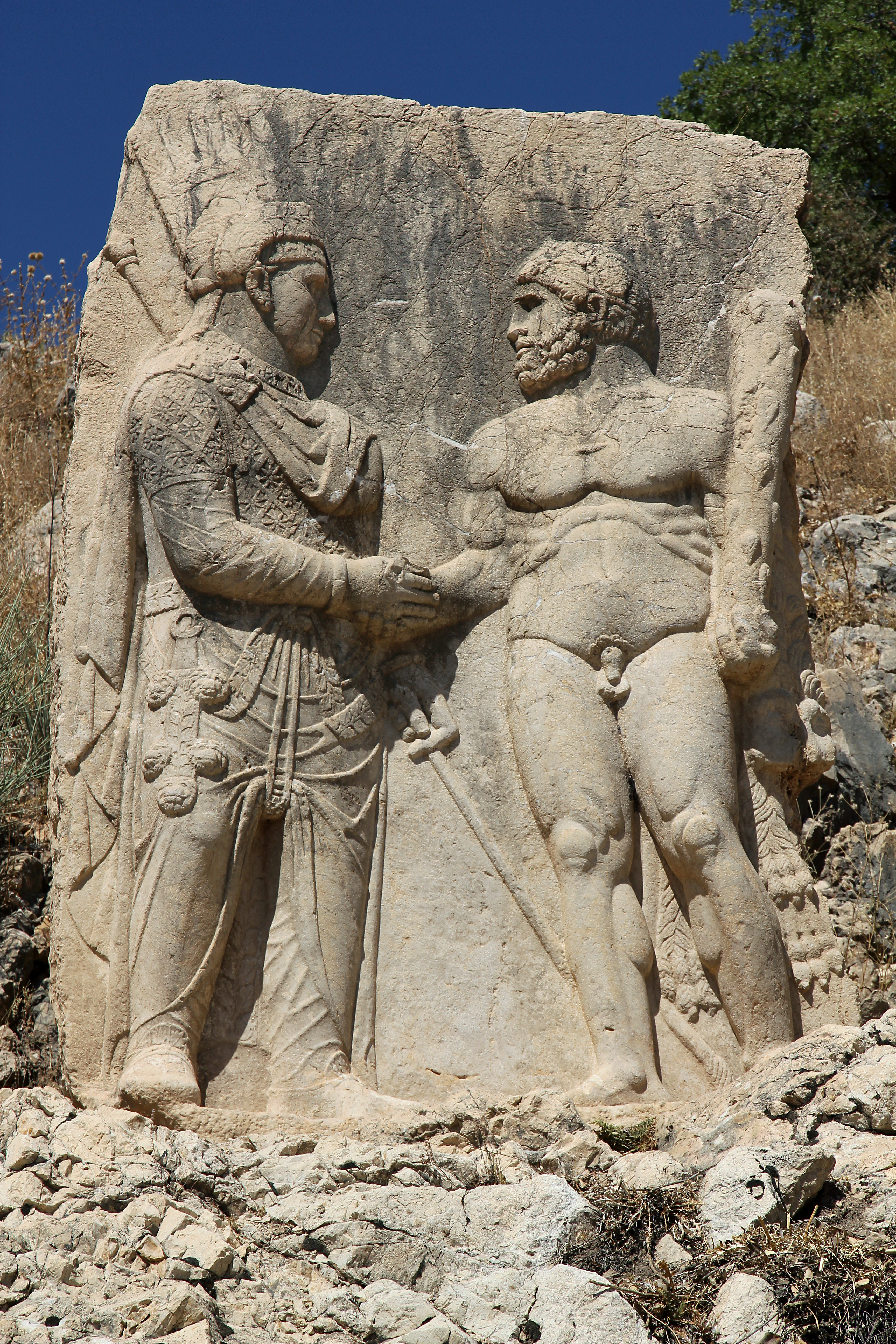
Dexiosisrelief aus Arsameia am Nymphaios, Mithridates oder Antiochos mit Herakles

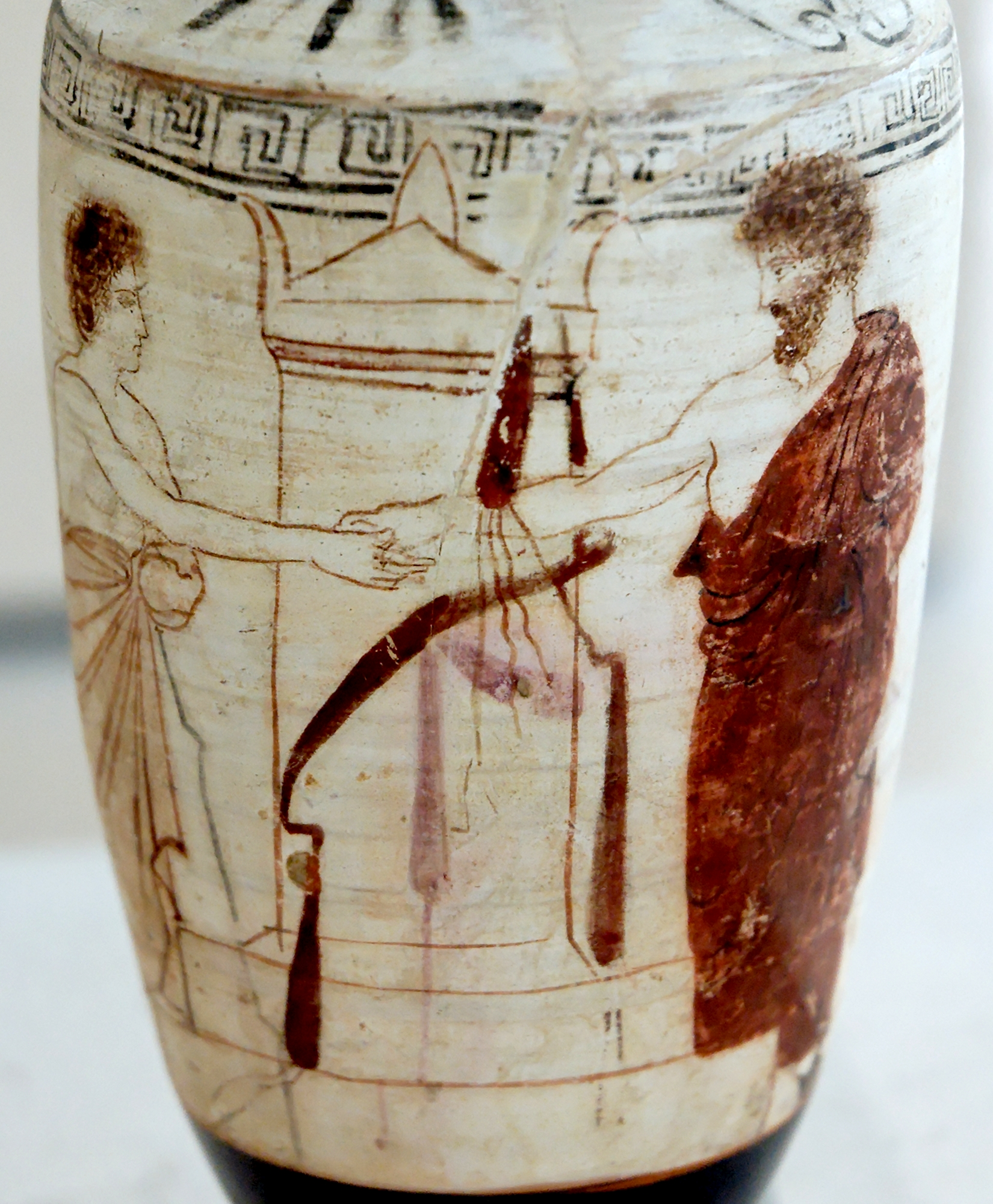
Dexiosis auf attischem Lekythos 5. Jahrhundert v. Chr.

Mit Dexiosis (altgriechisch δεξίωσις dexiōsis, deutsch ‚Begrüßung‘ zu δεξιόομαι dexioomai, deutsch ‚(jemand) die Rechte geben‘ aus δεξιός dexios, deutsch ‚rechts‘, lateinisch dextrarum iunctio ‚das Verbinden der Rechten‘, Plural: Dexioseis) wird in der bildenden Kunst die Darstellung von zwei Personen bezeichnet, die einander die (rechte) Hand reichen.
Die ältesten bekannten Darstellungen dieser Art finden sich bereits in der assyrischen Kunst in Nimrud. Sie stammen aus der Zeit des Königs Salmanassar III. (858–824 v. Chr.).
Bekannt wurden die Dexiosisreliefs aus Kommagene, die die dortigen Herrscher beim Handschlag mit Göttern zeigen. Auch von römischen Grabstelen sind Dexiosisreliefs bekannt, die den Verstorbenen mit dem Ehegatten zeigen. Ebenso finden sich Dexiosis-Darstellungen auf antiken Münzen, wo sie zum Beispiel die Verbundenheit zweier Städte durch einander die Hände reichende Herrscher zeigen sollen. Es sind aber auch schon Dexiosis-Bilder aus früherer Zeit, beispielsweise als Vasenmalereien, bekannt.